# Asplenium riswanii
Asplenium riswanii är en svartbräkenväxtart som beskrevs av S.Y.Dong. Asplenium riswanii ingår i släktet Asplenium och familjen Aspleniaceae. Inga underarter finns listade.